# Los inconformes
Los inconformes es una telenovela mexicana producida por José Morris para Teleprogramas Acapulco, S.A. -una empresa productora que formaba parte de Telesistema Mexicano, hoy Televisa- en 1968. Fue protagonizada por Columba Domínguez y Carlos Ancira.

## Reparto
- Columba Domínguez - Julia
- Carlos Ancira - Rafael
- Carlos Nieto - Dan
- Bertha Moss - Francis
- Juan Ferrara - Jim
- Blanca Torres - Emma
- Estela Chacón - Patty
- Yolanda Ciani
- Flor Procuna
- Gregorio Casal
- Sylvia Pasquel - Lisbeth
- Beatriz Maya - Carol
- Enrique Pontón
- Margot Wagner
- Jesús Casillas
- Lynda Nel
- Raúl Boxer - Fred
- Sergio Golarte